# Samoa Joe
Samoa Joe, del qual el nom real és Nuufolau Joel Seanoa és un lluitador de Lluita lliure professional.